# Jacobus Grent
Jacobus (Jac.) Grent (Wervershoof, 25 augustus 1889 - Jakarta, 11 augustus 1983) was een Nederlands rooms-katholiek priester en bisschop van Ambon.

## Jeugd
Grent werd geboren als negende kind van Cornelis Grent en Antje Hauwert. Na hem zou er nog een zoon worden geboren. Zijn jeugd bracht hij door in de stille omgeving van Wervershoof, dat rond 1900 uit twee straten bestond. Hij ging daar naar de lagere school, waar hij veel vrienden had. Hij was al jong een sociaal-voelend mens. In zijn jonge jaren kwam hij al vanaf zijn doop in aanraking met de Kerk. Hij ging - gelijk de andere kinderen van zijn leeftijd - dagelijks voordat de school begon naar de vroegmis. Dat was niets bijzonders; in die tijd en in dat oer-katholieke dorp was het vanzelfsprekend, dat de jeugd vroeg te kerke ging.

## Opleiding
Grent voelde zich aangetrokken tot de missie. Hij trad op 4 oktober 1909 op zijn 20e in bij de Congregatie van de Missionarissen van het Heilig Hart. Vijf jaar later op 7 oktober 1914 ontving hij de priesterwijding. Hierna voltooide hij een onderwijzersopleiding.

## Missie
In 1921, op zijn 32e, werd hij door de Congregatie naar de Molukken gestuurd. Vol enthousiasme heeft hij zich in dit voormalig overzeese Rijksdeel gestort in het onderwijzen van de bevolking. Gedurende twaalf jaar heeft hij niet alleen kinderen onderricht maar ook volwassenen. Naast onderwijzer was hij ook geestelijke wat dagelijks naast zijn liturgische verplichtingen, ook zijn stichtelijke werken met zich meebracht. In 1933 werd hij overgeplaatst naar Nieuw-Guinea. Die overplaatsing heeft hem behoed voor de oorlogsellende van de Japanners. Was hij op de Molukken gebleven, dan zou zijn leven best een noodlottig en vroegtijdig einde kunnen hebben opgeleverd. Op 30 juli 1942 werden namelijk op de Molukken 14 missionarissen, waaronder de bisschop Aerts doodgeschoten door de bezetters.

## Bisschop
Door het overlijden van bisschop Aerts ontstond een vacante zetel voor het bisdom. Hiertoe werd pater Grent in 1943 door de Paus benoemd tot waarnemend bestuurder. Op 31 augustus 1947 werd pater Grent in zijn geboorteplaats Wervershoof onder grote belangstelling door Johannes Petrus Huibers tot bisschop gewijd.
In 1963 nam de bisschop deel aan het Tweede Vaticaans Concilie. In 1965, in zijn 75e levensjaar ging de bisschop met emeritaat. Hij bleef op Ambon, waar hij zich bezighield met de melaatsen, de nieuwe kloosterlingen en het beschrijven van de geschiedenis van zijn eigen bisdom.
Op 11 augustus 1983 stierf Grent op bijna 94-jarige leeftijd in het Carolusziekenhuis te Jakarta. Hij was op weg naar Nederland, waar hij een week later zijn verjaardag zou hebben gevierd.

## Trivia
- Bij een audiëntie van bisschop Grent aan het Vaticaan in 1963, waar hij ontvangen werd door paus Johannes XXIII, vroeg hij om een opvolger. De paus (82) zei tot de bisschop (74) "Maar, mijn kind, je bent nog zo jong en vitaal!"
- In Wervershoof is het Bisschop Grentplantsoen naar deze geestelijke vernoemd.